# 프로레슬링
프로레슬링(Pro-Wrestling, 어원 Professional Wrestling)은 원래 레슬링 선수가 대전료를 받고 출전하여 경기하는 모든 레슬링의 총칭이나, 최근에 이르러서는 특히 미리 승패가 결정된 상태에서 레슬러들이 가상의 격투를 벌이는 일종의 공연 예술을 가리키는 말이다.

## 역사
19세기 후반 남북전쟁이 끝난 미국에서 카니발 축제가 열릴 때 프로모터들이 레슬러들의 경기를 열어 인기를 모으기 시작한 것이 프로레슬링의 기원이다. 초창기에는 현재의 프로 복싱과 비슷하게 레슬러들이 대전료를 받고 그레코로만형 레슬링이나 캐치 레슬링 등으로 실전 경기를 하는 형태였으나, 경기가 너무 길고 지루했기 때문에 서서히 경기 길이와 내용을 미리 짜 두는 현재의 "워크" 형태의 프로레슬링이 정착하게 되었다. 당대에는 프로레슬링이 짜여 있다는 것이 철저히 비밀에 부쳐져 있었으나, 현재는 대체적으로 WWE를 비롯한 여러 단체들이 프로레슬링이 각본하에 진행되고 있음을 인정하고 있으며 아예 프로레슬링 승부작가라는 전문직업이 생겨나기도 했다. 잘 알려지지 않은 사실이지만 에이브러햄 링컨이 초창기 프로레슬링 선수였는데 물건을 들어올리는 힘이 엄청나게 강해서 상당히 승률이 높은 선수였다.
원래 프로레슬링은 남성 선수들이 대부분이었으며, 남성 선수 위주의 경기를 많이 했으나 마이클 맥클레인과 실베스터 스탤론의 어머니인 재키 스탤론이 GLOW라는, 오직 여성 선수들로만 구성해서 프로레슬링 회사를 창업하였는데 이게 생각보다 큰 인기를 끌어 이후 WWE에서도 차이나 등 여성 프로레슬러들을 대거 받아들여 프로레슬링에 여성 프로레슬러도 상당히 많아졌다.
프로레슬링에서 경기의 길이와 내용을 미리 짤 때 기술에 당하는 행동을 '접수'라고 하는데 이 접수에는 사실 엄청나게 뛰어난 운동신경을 요구한다. 최대한 찰지게 공격을 받으면서 실제로도 엄살을 잘 부려야 하는 반면 정작 접수를 하는 레슬러(공격을 받는 레슬러)는 부상을 당해서는 절대로 안 되기 때문이다. 예를 들면 매치기를 당할 때 최대한 찰지게 낙법을 해서 겉으로는 기술이 크게 들어간 것처럼 보이지만 실제로는 부상을 전혀 당하지 않는 것이다.
프로모터들은 "기믹"이라는 요소를 마련해 프로레슬링의 엔터테인먼트성을 강화시켰고, 이에 따라 1950년대 미국 프로레슬링은 TV의 보급과 맞물려 최대의 황금기를 맞았다. 미국의 여러 프로모터들은 더 큰 수익을 위해 NWA라는 연맹체를 만들었으나, 서로의 이해관계가 갈리면서 여러 단체가 분리 독립하였고, 이는 결국 80년대부터 시작되는 WWF와 NWA-WCW의 대립관계로 귀결되었으나, NWA의 산하단체였던 ECW가 NWA에서 떨어져 나오면서 대립구도는 WWF 대 WCW-ECW구도가 되어갔다.
WWF와 WCW는 1999년에 회사가 기울여져가자 각각 레슬매니아14와 스타게이트2000에 모든 것을 걸었으나, WWF의 레슬매니아14가 큰 대박을 거두고, WCW의 스타게이트 2000은 시청률이 1%를 웃돌아, WWF가 "어티튜드"라고 불리는 제2의 전성기를 맞으면서 WWF의 승리로 끝났고, 그 이후 세계 야생 동물 재단 (World Wildlife Fund)에게 WWF명칭을 놓고 소송을 당한 후 WWF는 WWE (World Wrestling Entertainment)로 명칭을 바꾸고 현재까지 미국의 주류 프로레슬링 업계를 독점하는 가운데, 각 지역을 대표하거나 이동하면서 쇼를 진행하는 여러 독립단체들이 하부구조를 맡고 레슬러들을 양성하고 있다. 한편으로는 NWA 월드 타이틀을 계승한 신흥 단체 토탈 논스톱 액션(TNA)의 성장으로 인해 프로레슬링 업계가 다시 양분될 수 있다는 기대가 나오고 있다.
이와는 별도로, 이른바 프로레스라고 불리는 일본의 프로레슬링은 현재 WWE에 의해 주도되고 있는 미국의 엔터테인먼트 스타일과 다른 스트롱 스타일을 중심으로 하고 있다. 스트롱 스타일은 실제 여러 격투기에서 볼 수 있는 기술들을 차용하는 한편, 타격기는 좀 더 강력하고 거칠게 사용하는 경기 방식이다. 따라서 일본의 프로레슬링 경기는 미국의 경기들보다 훨씬 더 사실적이다.
스트롱 스타일이라는 말은 안토니오 이노키에게서 나왔다. 또 다른 레슬러인 자이언트 바바의 "왕도" 스타일은 접수의 미학으로 불리며 기술을 사용함에 있어 고각,수직낙하식 등에 고위험군 기술을 거침없이 사용하는 스타일이다.  두 선수의 스승이자 일본 프로레스의 기원으로 불리는 사람이 바로 역도산이다.
멕시코의 "루차 리브레"는 미국이나 일본의 프로레슬링보다 화려하고 빠른 경기를 추구하며 이에 따라 다양한 공중 기술을 볼 수 있다. 멕시코 지역에서는 단판제를 기본으로 하는 다른 지역과는 달리 3전 2선승제를 일반적인 경기로 본다. 또한 이 지역에는 마스크 레슬러(루차도르)가 많아, 마스크나 머리카락을 걸고 경기하는 경우도 많이 볼 수 있다.
이 외에도 푸에르토리코와 영국에서 프로레슬링이 성행하고 있으며, 한국에서는 60 ~ 70년대에 크게 성행하였다. 김일, 천규덕, 여건부등 1세대 레슬러들의 활약으로 국민적 인기가 높았으나 80년대 들어 프로레슬링계의 내분과
프로야구, 프로축구, 프로씨름등 프로스포츠의 태동, 프로복싱의 중흥기에 맞물려 쇠퇴기를 맞게 된다. 이왕표, 역발산등 2세대 레슬러들이 제2 중흥기를 위해 많은 노력을 했으나 역부족이었다. 90년대에는 주한미군방송 AFKN에서 방영된 WWF 미국프로레슬링이 선풍적인 인기를 끌었으며 90년대 후반 유선방송사에서 WWF를 중계하는 위성방송 스타 스포츠를 재전송하면서 다시 한번 인기를 끌게된다. 이 영향으로 지역 민영방송에서 WCW 프로레슬링을 정식방영한데 이어 2000년대 들어서는 WWE, TNA 프로레슬링이 케이블 방송에서 정식 방영되었다. 2003,2005과2008년엔 WWE 월드투어 경기가 한국에서총5번이 개최되었다.

### 사건사고
제아무리 각본에 의해 경기를 한다고는 하나, 어지간한 격투기 이상으로 사상자가 발생하는 종목이다. 오웬 하트는 등장하는 장면을 묘사하려고 기계 장치에 매달려서 등장했으나 연출 도중 기계가 고장나 그대로 추락사했으며 믹 폴리는 매우 많은 부상을 당해 몸이 성한 곳이 없다. 또한 트리플 H는 안전상의 문제로 고무로 만든 망치를 휘두르며 그나마도 부상을 우려해 조심해서 휘두르지만 그럼에도 불구하고 트리플 H의 망치에 맞은 레슬러들이 가끔 병원에 입원한다.

## 가상과 현실
프로레슬링은 대부분의 경우 "부커"들이 경기의 결과나, 대체적인 흐름을 미리 결정하고 나서 경기를 진행한다. 업계에서는 이를 "가짜"라고 부르기보다는 일종의 드라마로 취급하고자 한다. 뿐만 아니라, 실제 프로레슬러들이 행하는 많은 기술들은 잘못 쓰였을 경우 큰 부상을 입힐 수 있는 위험성이 엄연히 존재한다.
부커들은 선역 선수들이 환호를 받고, 악역 선수들이 야유를 받도록 경기를 부킹하며, 또한 경기의 내용을 통해 대립이나 각본을 진행시킨다. 선수들은 "스팟"을 통해 경기를 진행시키며 관중들의 반응을 얻어낸다. 이러한 "스팟"에는 심판들의 행동도 일부 포함된다. 한편 선수들은 경기 도중 스스로 상처를 내서 실제로 피를 흘리는데 이것을 "블레이드 잡"으로 칭한다.
가끔은 링 위에서 실제 싸움이 발생하기도 하는데, 이것을 "슈트"라고 부른다. 초창기의 프로모터들은 결정된 경기의 승패에 불만을 가지고 승리를 욕심내는 선수들이 실제로 상대방을 공격하는 것을 걱정하였기 때문에, 실전 레슬링이 가능한 "후커"들이 챔피언 자리를 차지하게 했다.

## 규칙
모든 프로레슬링 경기에는 심판이 존재하고 이 심판이 프로레슬링 경기 규칙에 따라서 경기를 조절하고 선수들의 규칙에 어긋나는 행위를 저지한다. 그러나 심판은 자신이 보지 못하거나 혹은 인지하지 못한 반칙에 대해서는 제재를 하지 않으며, 이는 경기의 흐름에 주요한 요소가 된다. 악역들은 이러한 점을 적극적으로 이용하여 심판이 쓰러지거나, 혹은 시선을 빼앗긴 상황에서 상대방에게 반칙을 행하기도 한다.

### 핀 폴
핀 폴은 가장 일반적인 경기를 승리할 수 있는 방법이다. 상대방의 어깨가 링 바닥(혹은 땅 바닥)에 닿아 있고, 선수의 몸이 상대방의 몸 위에 있으면 "핀" 또는 "커버"를 한 상태로 본다. 이 상태에서 심판은 일반적으로 바닥을 두드리면서 세 번 숫자를 세고, 카운트 3이 되면 "폴"이 된 것이다. 악역 선수들은 핀을 하는 과정에서 링 줄을 이용하거나 매니저의 도움을 받아 "핀"을 더 견고히 하여 승리를 따내기도 한다.

### 기권
상대방이 관절기나 그 외의 기술을 통해 고통을 지속적으로 가할 경우, 선수는 심판에게 의사를 표시하거나 땅바닥을 3번 이상 두드림으로서 기권을 선언할 수 있다. 이때 땅바닥을 두드리는 것을 "탭 아웃"이라고 한다. 한편으로 선수가 기권을 하지 않아도 기절했다고 판단될 경우 심판 재량에 의해 경기가 종료될 수 있다. 심판이 경기를 중단시키는 것을 "스크류 잡"이라고 한다.

### K.O.
기권을 얻어내기 위한 관절기가 아닌 일반적인 타격기의 경우도, 선수가 심한 충격을 받아 기절하거나 더 이상 경기를 진행할 수 없다고 판단될 경우 심판이 경기를 중지한다.

### 카운트 아웃
일반적인 경기에서 카운트 아웃은 두 종류가 있다. 첫 번째는 선수가 링 내에서 쓰러져서 일어나지 못하는 경우이다. 이때 심판은 1부터 10까지 숫자를 세고, 10번째가 되면 쓰러진 선수의 패배가 된다. 만약 두 선수가 모두 쓰러져 일어나지 못할 경우 더블 카운트 아웃으로 두 선수는 비기게 된다.
두 번째 종류는 선수가 링 밖에 있는 경우이다. 선수가 링 밖에 나가는 순간부터 심판은 10까지 숫자를 세게 된다. 그리고 10 카운트 이내에 링 안으로 선수가 들어오지 못할 경우 카운트 아웃을 선언한다. 물론 두 선수가 모두 링 밖에서 10카운트까지 있었을 경우 더블 카운트 아웃으로 비기게 된다. 링 안과 링 밖을 구분짓는 경계선은 링 줄이다. 따라서 선수가 링의 에이프런에 있을 경우에도 심판은 아웃카운트를 한다. 아웃 카운트는 "어떤 선수가 링 안에서 링 밖으로 나갈때" 1부터 시작하는데, 이 점을 이용해 선수들은 링 밖에서 경기를 진행할 때는 링 안으로 잠시 들어왔다 나가는 방법으로 아웃카운트를 끊고 경기를 계속 진행한다.

### 5 카운트 반칙패
다음과 같은 행동은 심판이 5 카운트를 세는 동안 중지하지 않으면 즉각 반칙패를 당한다. 물론 심판이 인지하고 있는 상황이어야 한다.
- 로프에 닿아 있는 상대에게 계속해서 접촉하는 행위 : 이 규칙을 이용해 관절기를 당하는 선수들은 대개 로프를 잡아서 풀려난다.
- 주먹 쥔 손으로 상대를 가격하는 행위 : 이 규칙은 거의 사문화된 상태이다.
- 상대방의 목을 조르거나, 상대방을 물거나, 상대방의 머리카락을 잡고 공격하는 행위

### 반칙패
다음과 같은 행동은 반칙으로 행하는 사람은 즉각 패배한다. 물론 심판이 인지한 상황이라는 전제가 따른다. No DQ 같은 반칙이 허용되는 룰이 적용될 경우 허용된다.
- 허가되지 않은 무기를 사용하는 행위(의자, 사다리 등)
- 상대방의 가랑이를 공격하는 행위 (로우 블로우)
- 심판에 대한 공격 (실수로 심판을 쓰러뜨리게 되는 경우에는 예외.)
- 경기에 참여하는 선수 이외의 다른 사람의 직접적인 공격

### 다양한 경기 형식
이상의 경기 규칙은 일반적인 1 대 1 경기에 해당하는 경기 규칙이며, 그 외의 여러 경기에서 적용되지 않는 경우가 많다. 예를 들어 3명 이상의 선수들이 엘리미네이션 규칙 없이 한꺼번에 경기할 때에는 "반칙패"라는 개념이 설정될 수 없기 때문에 사실상 반칙이 허용된다. 또한 오버 더 탑 로프 매치처럼 승리 조건이 아예 변하는 경우도 있다.
또한 챔피언 타이틀이 걸려있는 경기에서는 도전자가 챔피언에게 반드시 핀폴승 혹은 기권승을 거두어야만 타이틀을 따낼 수 있다. 그 외의 상황으로 경기가 끝났을 경우, 승패에 관계없이 챔피언이 타이틀을 지켜내는 것이 일반적이다. 물론 이러한 규칙을 따르지 않고 챔피언측의 반칙으로 인해 승리한 도전자의 챔피언 획득을 인정하는 단체도 있다.

## 프로레슬러

### 출신
프로레슬러는 미식축구 선수, 종합격투기, 유도, 레슬링, 스모, 무에타이 등 타 무술 선수, 보디빌더 등 다양한 종목 선수들이 프로레슬러로 유입되며 빅 보스 맨의 경우 특이하게 교도관 출신이다. 여성 프로레슬러의 경우에는 치어리더 출신들도 많이 유입되고 있다.

### 문제점
- 선수들이 일찍 사망하는 경우가 많다. 빅 보스맨 41살, 어스퀘이크 42살, 오웬 하트 34살, 요코주나 34살, 에디 게레로 38살 등 많은 프로레슬러들이 일찍 사망했다.
- 부상의 위험에 시달린다. 맨카인드의 경우 신체 곳곳에 많은 부상을 당해 한쪽 고막이 파괴되어 한쪽 귀가 들리지 않으며 헐크 호건도 계속되는 척추 부상으로 인해 수술을 받았는데 이로 인해 키가 200cm 이하로 떨어졌다. 헐크 호건은 프로필 상으로는 201cm이지만 수술을 받은 이후에는 195cm 정도로 줄어들었다.
- 약물 중독의 문제에 시달린다. 단기간 안에 근육을 만들기 위해서 어쩔 수 없이 약물의 힘을 빌리는데 이게 부작용이 엄청나다. 우울증이나 심근경색 등 여러 가지 부작용이 나타나게 된다.
- 사생활이 없다. 프로레슬러들은 전국 순회를 하는데 미국 정도의 국토면적을 가진 나라에서 전국 순회를 하게 되면 엄청나게 많은 시간이 소요된다. 그 때문에 1년 내내 전국을 떠돌게 되어 사생활이 아예 없게 된다.

## 같이 보기
용어 일람
- 워크 / 슈트 / 스크루잡
- 기믹
- 각본 / 대립
- 환호 / 야유
- 선역 / 중립 / 악역 / 전환
- 프로모 / 세그먼트
- 경기력 / 기술을 접수하다 / 거칠다
- 난입
- 심판
- 마크 / 스마크
- 디바
- 필살기 / 특기

기술 목록
- 프로레슬링의 기본 잡기 (홀드)
- 프로레슬링의 타격기 (어택/스트라이크)
- 프로레슬링의 관절기 (서브미션 홀드)
- 프로레슬링의 메치기 (쓰로우)
- 프로레슬링의 공중기 (에어리얼)
- 프로레슬링의 협동 기술 (더블팀)
- 프로레슬링의 필살기 (피니셔)

프로레슬링 단체
- WWE
- 토털 논스톱 액션 레슬링
- 내셔널 레슬링 얼라이언스
- 링 오브 오너
- 노아
- 신일본 프로레슬링
- 전일본 프로레슬링
- 대일본 프로레슬링
- 제로원
- 이노키 게놈 패더레이션
- 한국 프로레슬링 연맹
- 신한국 프로레슬링
- 프로페셔널 라이브 액션
- 인터내셔널 레슬링 어소시에이션
- 오하이오 벨리 레슬링
- 하트랜드 레슬링 어소시에이션
- 멤피스 챔피언십 레슬링
- 아시스텐시아 아세소리아 이 어드미니스트레이션
- 콘세조 문다이알 데 루차 리브레
- 월드 레슬링 콘실
- 비바 라 루차
- 루차 리브레 USA
- GFW
- GLOW - 미국 여성 프로레슬링 단체